# Baniana inaequalis
Baniana inaequalis är en fjärilsart som beskrevs av Walker 1862. Baniana inaequalis ingår i släktet Baniana och familjen nattflyn. Inga underarter finns listade i Catalogue of Life.